# Новий Виселок (Кременчуцький район)
Но́вий Ви́селок — село в Україні, у Глобинській міській громаді Кременчуцького району Полтавської області. Населення становить 30 осіб (2011). Також до цієї сільради входять с. Обознівка, с. Гуляйполе, с. Багни та с. Багни.

## Географія
Село розташоване на правому березі річки Сухий Омельник, вище за течією за 2,5 км розташоване село Пустовійтове, нижче за течією примикає село Обознівка, на протилежному березі — село Зарічне. На річці невеликий ставок.

## Історія
У Національній книзі пам'яті жертв Голодомору 1932—1933 років в Україні вказано, що 94 жителі Обознівської сільської ради та 105 жителів Обознівки загинули від голоду.
12 червня 2020 року, відповідно до розпорядження Кабінету Міністрів України № 721-р «Про визначення адміністративних центрів та затвердження територій територіальних громад Полтавської області», село увійшло до складу Глобинської міської громади.
19 липня 2020 року, в результаті адміністративно - територіальної реформи та ліквідації Глобинського району, село увійшло до складу новоутвореного Кременчуцького району.

## Населення
Кількість населення у селі змінювалась наступним чином:
| 2001 | 2011 |
| ---- | ---- |
| 36   | 30   |
|      | ▼    |

### Мова
Розподіл населення за рідною мовою за даними перепису 2001 року:
| Мова       | Кількість | Відсоток |
| ---------- | --------- | -------- |
| українська | 30        | 83.33%   |
| російська  | 4         | 11.11%   |
| білоруська | 2         | 5.56%    |
| Усього     | 36        | 100%     |